# Pity Martínez
Pity Martínez, właśc. Gonzalo Nicolás Martínez (ur. 13 czerwca 1993 w Guaymallén) – argentyński piłkarz grający na pozycji ofensywnego pomocnika lub skrzydłowego w River Plate oraz reprezentacji Argentyny. Posiada również obywatelstwo włoskie.

## Kariera klubowa
Od roku 2011 do 2015 Martínez grał w seniorskiej drużynie argentyńskiego CA Huracán, z którego przeszedł do CA River Plate, gdzie występował do sezonu 2018/2019. 24 stycznia 2019 podpisał kontrakt z amerykańskim klubem Atlanta United FC.
7 września 2020 związał się kontraktem z saudyjskim klubem Al-Nassr, kwota odstępnego wyniosła 18 milionów dolarów.